# Тайфунник кергеленський
Тайфу́нник кергеленський (Aphrodroma brevirostris) — вид буревісникоподібних птахів родини буревісникових (Procellariidae). Мешкає в Південному океані. Це єдиний представник монотипового роду Кергеленський тайфунник (Aphrodroma).

## Опис

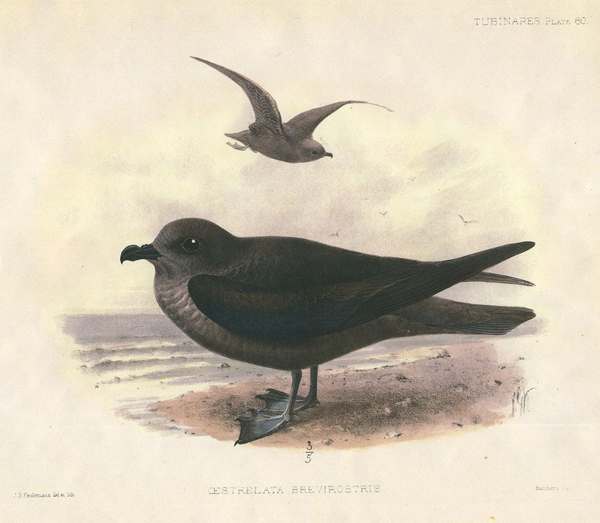
Кергеленський тайфунник

Кергеленський тайфунник — морський птах середнього розміру, середня довжина якого становить 33-36 см, розмах крил 80-82 см, вага 255-451 г. Забарвлення переважно темно-сіре, обличчя навколо очей, верхня частина голови, покривні пера крил і хвіст дещо більш темні, нижня частина тіла дещо світліша. Очі темно-карі, дзьоб чорний, лапи сірувато-чорні або сірувато-рожеві.

## Поширення і екологія
Кергеленські тайфунники утворюють гніздові колонії на острові Гоф в південній частині Атлантичного океану та на островах Маріон, Принс-Едуард, Крозе і Кергелен і південній частині Індійського океану. Під час негніздового періоду поодинокі птахи зустрічаються в антарктичних та субантарктичних водах, залітаючи на південь так далеко, як це дозволяють пакові льоди. На півночі ареал кергеленських тайфунників досягає узбережжя Південно-Африканської Республіки, Австралії, Нової Зеландії, Фолклендських островів і Вогняної Землі.
Кергеленські тайфунники ведуть пелагічний спосіб життя, живляться переважно кальмарами, дрібною рибою і ракоподібними, шукають їжу переважно вночі. В серпні вони повертаються до гніздових колоній, які розміщуються в болотистій місцевості поблизу узбережжя або на вулканічних схилах, на висоті до 450 м над рівнем моря. Гніздяться в норах глибиною 1 м, виритих у м'якому, вологому ґрунті. В жовтні вони відкладають 1 яйце кремового кольору. Інкубаційний період триває приблизно 40 днів, насиджують і самиці, і самці, підміняючи один одного кожні кілька днів. Пташенята відлітають в море через 60 днів після вилуплення.

## Збереження
МСОП класифікує цей вид як такий, що не потребує особливих заходів зі збереження. За оцінками дослідників, популяція кергеленських тайфунників становить приблизно 1 мільйон птахів.